# Kapitálová mobilita
Kapitálová mobilita je pojem z makroekonomie pro označení pohyblivosti kapitálu. Kapitálová mobilita je dokonalá, pokud investoři mohou nakupovat nebo prodávat aktiva bez jakýchkoliv omezení, a to rychle a s nulovými transakčními náklady. Při dokonalé kapitálové mobilitě se domácí úroková míra rovná světové.
V praxi na mezinárodní úrovni nastane dokonalá kapitálová mobilita, pokud pro nákup aktiv investory:
- neexistují politické ani jiné překážky pro přelévání kapitálu a jeho výnosů mezi všemi zeměmi světa
- neexistují kurzová rizika (tj. měnový kurs je stabilní)
- zdanění ve všech zemích světa je stejné